# دوغلاس جي. ستيوارت
دوغلاس جي. ستيوارت (بالإنجليزية: Douglas G. Stuart)‏ هو عالم أعصاب أمريكي، ولد في 5 أكتوبر 1931 في Casino, New South Wales ‏ في أستراليا.

## مساهماته في علم الأعصاب
عُرف عن ستيورات بإسهاماته البحثية في مجال الجهاز العصبي الحركي، وفهم الخصائص الأساسية للخلايا العصبية في العمود الفقري، والبيولوجيا العصبية للتحكم في الحركة، وتاريخ علم الأعصاب الحركي. ولديه أكثر من 130 ورقة علمية منشورة في مجالات علمية متخصصة، وقام بتأليف ما يقرب من 100 فصل ومراجعات ومجلدات ندوات.